# 中非共和国国徽
中非共和國國徽中心圖案為一面盾徽，中間小盾象徵中非共和國在非洲的位置；四個象限分別為象頭、大樹、鑽石和黑人的手（獨立時執政黨「黑非洲社會进化運動」的標誌），左右有國旗。上方有升起的太陽（太陽上的日期1958年12月1日為成立「自治共和國」的日子）和以桑戈語書寫的「天下人人平等」綬帶。下方飾帶上以法語書有國家格言「統一、尊嚴、勤勞」和馬爾他十字勳章。